# 630'erne f.Kr.
Århundreder: 8. århundrede f.Kr. – 7. århundrede f.Kr. – 6. århundrede f.Kr.
Årtier: 680'erne f.Kr. 670'erne f.Kr. 660'erne f.Kr. 650'erne f.Kr. 640'erne f.Kr. – 630'erne f.Kr. – 620'erne f.Kr. 610'erne f.Kr. 600'erne f.Kr. 590'erne f.Kr. 580'erne f.Kr.
År: 639 f.Kr. 638 f.Kr. 637 f.Kr. 636 f.Kr. 635 f.Kr. 634 f.Kr. 633 f.Kr. 632 f.Kr. 631 f.Kr. 630 f.Kr.